# Aleksandr Kuprín
Aleksandr Kuprín (rus: Александр Иванович Куприн)  (Narovchat, 26 d'agost de 1870 (Julià) - Sant Petersburg, 25 d'agost de 1938), nom complet amb patronímic Aleksandr Ivànovitx Kuprín, rus: Алекса́ндр Ива́нович Купри́н, fou un escriptor rus, pilot d'avió, explorador i aventurer, conegut especialment pel seu llibre El duel (1905). Altres obres ben conegudes en són Molokh (1896), Olesia (1898), El jove capità Ribnikov (1906), Esmeralda (1907), i La polsera granat (1911) (que fou duta el 1965 al cinema). Vladímir Nabókov el va descriure com el Kipling rus per les seves històries sobre patètics buscadors d'aventures, que són sovint "neuròtics i vulnerables."

## Primers anys
Kuprin era un fill d'Ivan Ivànovitx Kuprín, un funcionari governamental menor que va morir de còlera el 1871 a l'edat de trenta-set anys. La seva mare, Liubov Aleksèievna Kuprina, princesa tàtara (dels Kuluntxakovs), com molts altres nobles a Rússia, havia perdut la major part de la seva riquesa durant el segle xix.
Kuprín va assistir a l'internat Razumovski el 1876, i el 1880 va acabar la seva educació en la Segona Escola Superior Militar de Moscou (cos de cadets) i en l'Escola Militar Alexandre; va estar un total de deu anys en institucions militars d'elit. El seu primer conte, L'últim debut, fou publicat el 1889 en un diari satíric. Al febrer del 1902, Kuprín i Maria Kàrlovna Davídova es casaren. La seva filla Lídia naixeria el 1903. La mare de Kuprín va morir el 1910.

## Carrera literària
Kuprín va deixar el servei militar el 1894, després d'haver provat diverses feines, inclosa la de periodista provincial, dentista, agrimensor, actor, artista de circ, cantant d'església, metge, caçador, pescador, etc. Tots se'n van reflectir posteriorment en la seva obra de ficció. Els seus primers assajos van ser publicats a Kíev en dues col·leccions. Tot i viure en una època en què els escriptors es van deixar portar pels experiments literaris, Kuprín no va buscar la innovació i va escriure només sobre les coses que ell mateix havia experimentat i els seus herois són la següent generació després dels pessimistes de Txèkhov.

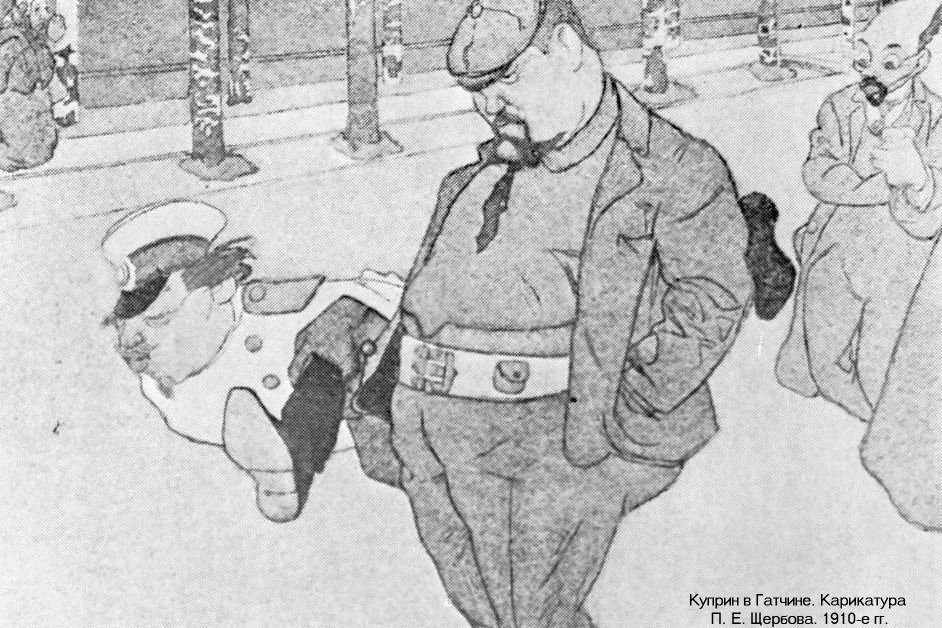
Kuprín en una vinyeta de la dècada del 1910

Tot i que el seu conte de 1896 Molotx va fer conegut per primer cop el seu nom com a escriptor, fou la seva novel·la El duel (1905) la que el va fer famós. Kuprín va ser molt elogiat pels seus companys escriptors com Anton Txékhov, Maksim Gorki, Leonid Andréiev, el guanyador del Premi Nobel Ivan Bunin" i Lev Tolstoi, que l'aclamà com a veritable successor de Txékhov. Després de la publicació d'El Duel va manifestar cada cop menys interès per la literatura de fantasia i va començar a passar més temps en bars i bordells. La seva novel·la sensacionalista sobre la vida esgarrifosa de les prostitutes, El fossat (1915), va ser acusada pels crítics russos d'excessiu naturalisme.
Tot i que no era conservador, no estigué d'acord amb el bolxevisme. Mentre treballà durant un breu temps amb Maksim Gorki en una editorial, va criticar el règim soviètic. A l'estiu del 1919, des de Gattxina prop de Petrograd, Kuprín va abandonar el país amb destinació a França. Durant els següents 17 anys va viure a París, on va sucumbir a l'alcoholisme. Va escriure sobre això en bona part de la seva obra. Finalment, va retornar a Moscou, el 31 de maig del 1937, just un any abans de la seva mort, en l'època de la Gran purga. Al seu retorn, es va guanyar la publicació de les seves obres dins de la Unió Soviètica.
Kuprín va morir la primavera del 1938 a Leningrad i va ser enterrat al costat dels seus col·legues escriptors al Literaturskiye Mostki, al cementiri de Volkovo (cementiri Memorial Volkovskoye) a Leningrad. Un planeta menor, el 3618 Kuprin, descobert per l'astrònom soviètic Nikolai Txernikh el 1979, fou batejat en honor seu.
Fins i tot a hores d'ara, Aleksandr Kuprín continua sent un dels clàssics de més àmplia lectura de la literatura russa; moltes pel·lícules estan basades en les seves obres, unes obres que també es llegeixen a la ràdio, en part "a causa dels seus relats vívids de la vida de la gent comuna i amor infeliç, les seves descripcions dels militars i els bordells, que fan d'ell un escriptor de tots els temps i llocs."

## Obres selectes
- Molokh - Молох (1896)
- Olèssia - Олеся (1898)
- El desafiament (El duel) - Поединок (1905)
- Gambrinus - Гамбринус (1907)
- Sulamita - Суламифь (1908)
- El braçalet de robins - Гранатовый браслет (1911)
- Lestrígons - Листригоны, 1907-1911
- El bordell - Яма (1909-1915)
- Cadets - Юнкера, escrit el 1928-1932, publicat el 1933 (autobiogràfic)

## Traduccions al català
- Sulamita. Traducció de B. Markoff. Barcelona: Catalonia, 192?.
- Iama (el femer). Traducció de Francesc Payarols. Badalona: Proa, (A tot vent), 1935.
- Sulamita. Traducció de L. M. Pérez-Muñoz. Almansa: El Toll (Miques), 2013. ISBN 9788494144202.
- Oléssia. Traducció de L. M. Pérez-Muñoz. Almansa: El Toll (Miques), 2017. ISBN 9788494768439.
- El braçalet de granats. Traducció Laia Perales Galán. Petits Plaers. Viena edicions. 2020. ISBN 9788417998370.
- Tres novel·les [Janeta (Жанета, 1933). En la fosca (Впотьмах, 1892). La roda del temps (Колесо времени, 1929)]. Traducció de Loïç Miquel Pérez Muñoz. Almansa: El Toll, 2022. ISBN 9788412510423.

## Kuprín al cinema
Les obres de Kuprín han estat portades diverses vegades al cinema, especialment "El braçalet de granats" en més d'una ocasió.
https://www.imdb.com/name/nm0475520/